# Luci Christian
Louisa Michelle Christian (ur. 18 marca 1973 w Hico w stanie Teksas, USA), amerykańska aktorka.